# Benedetto Alfieri

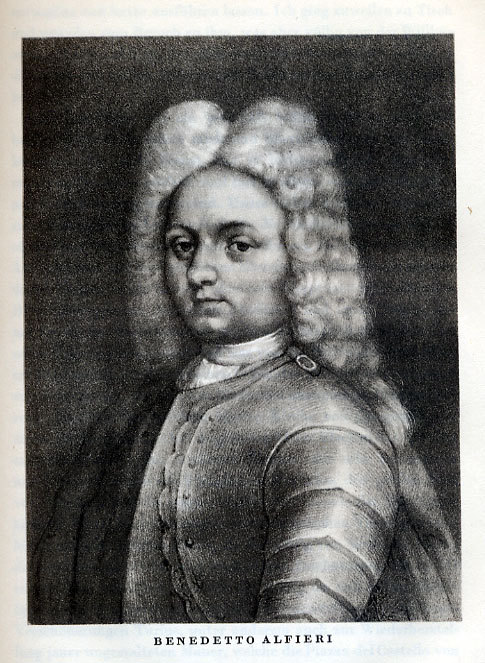
Benedetto Alfieri

Benedetto Innocente Alfieri (* 3. Juni 1699 in Rom; † 6. Dezember 1767 in Turin) war ein italienischer Baumeister. Er gehörte der gräflichen Familie Alfieri an und war Onkel des Dichters Vittorio Alfieri.

## Leben
Benedetto Alfieri war studierter Jurist und lernte u. a. an den Universitäten von Rom und Turin. Darüber hinaus war er auch politisch aktiv. Er interessierte sich sehr für Architektur und war in diesem Bereich Autodidakt. Schon zu seiner Zeit als Bürgermeister von Asti in den Jahren 1726–1730 plante er zahlreiche Bauten. Er wurde 1736 von König Karl Emanuel III. nach Turin berufen und war ab 1739 erster Zivilarchitekt am Hofe, einer für ihn neu geschaffenen Position. Seine bekanntesten Bauwerke sind u. a. der Palazzo Ghilini in Alessandria (erbaut um 1732) und das Teatro Regio di Torino (erbaut um 1740). Alfieri gilt aufgrund zahlreicher von ihm realisierter Bauten als einer der herausragenden Vertreter des Spätbarock in Italien. Er starb an den Folgen einer Lungenentzündung.
Ihm zu Ehren erhielt das Instituto d'Arte Benedetto Alfieri in Asti seinen Namen.